# Mircea Vodă (gmina w okręgu Konstanca)
Mircea Vodă – gmina w Rumunii, w okręgu Konstanca. Obejmuje miejscowości Gherghina, Mircea Vodă, Satu Nou i  Țibrinu. W 2011 roku liczyła 4886 mieszkańców.